# Partido Comunista do Povo Galego

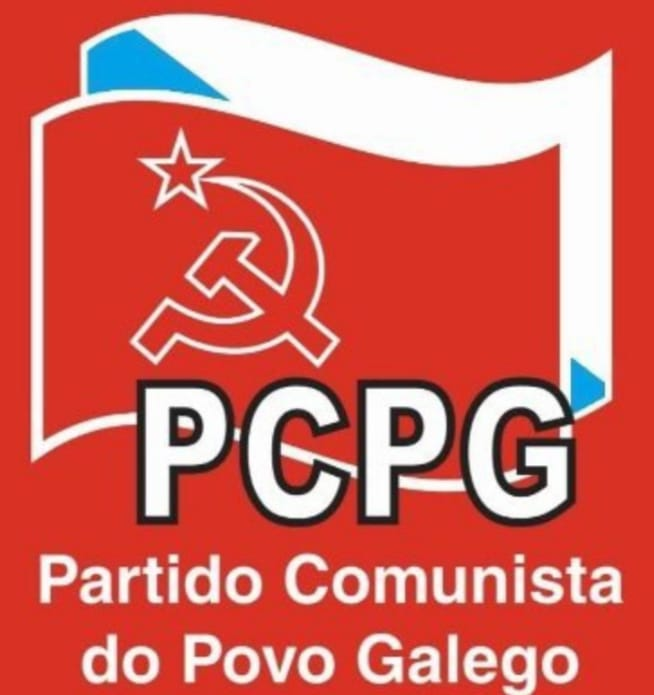
Logotipo do Partido Comunista do Povo Galego

O Partido Comunista do Povo Galego (PCPG) é uma organização política galega que se identifica com o marxismo-leninismo e o Internacionalismo proletário e partidária do reconhecimento do direito de autodeterminação para a Galiza
O PCPG foi criado em 1984 paralelamente ao processo de recomposição comunista na Espanha, impulsado por multidão de pequenas forças comunistas opostas ao eurocomunismo que vigorava no Partido Comunista da Espanha (PCE) e mais concretamente no Partido Comunista da Galiza (PCG). O PCPG foi registado como tal em 1993.